# Czynnik ultymatywny
Czynnik ultymatywny, przyczyna ultymatywna, funkcja – w ewolucjonizmie przyczyna wyjaśniająca powód powstania bądź utrzymywania się w toku ewolucji danego zjawiska. Najczęściej wskazuje ona na korzyści (wyrażone wzrostem dostosowania) organizmów przejawiających wyjaśnianą cechę bądź zachowanie. Przykładowo, czynnikiem ultymatywnym podejmowania przez ptaki jesiennej wędrówki jest niedobór pokarmu w miejscach ich gniazdowania w czasie zimy.